# プリシラ・パリス
プリシラ・パリス（Priscilla Paris, 1941年1月4日 - 2004年3月5日）は、アメリカの歌手、ソングライター。彼女にはイーダンとセスという2人の息子がいた。
プリシラ・パリスは2人の姉、アルベスとシェレルをバックコーラスにパリス・シスターズとして、1961年10月に世界的ヒットとなった「貴方っていい感じ」という曲で最もよく知られている。フランスのパリにて、自宅で突然亡くなった。

## ディスコグラフィ

### アルバム
- Priscilla Sings Herself (1967年、York)
- 『プリシラ・ラヴズ・ビリー』 - Priscilla Loves Billy (1969年、Happy Tiger)
- Love Is (1978年、Out Of Town)
- 『ラヴ、プリシラ〜60'sソロ・レコーディングス』 - Love, Priscilla - Her 1960s Solo Recordings (2012年、Ace)